# Горобина домашня (пам'ятка природи)
Горобина домашня — ботанічна пам'ятка природи місцевого значення. Об'єкт розташований на території Мукачівського району Закарпатської області, Червона гора.
Площа — 0,01 га, статус отриманий у 1969 році.